# Topologia prodotto
La topologia prodotto è una topologia naturale definita sul prodotto cartesiano di alcuni spazi topologici. 

## Definizione
Sia I un insieme (anche infinito) di indici, e Xi uno spazio topologico, per ogni i in I. Sia X = Π Xi il prodotto cartesiano degli insiemi Xi. Per ogni i abbiamo una proiezione pi:X → Xi.
La topologia prodotto su X è definita in uno dei seguenti modi (tutti equivalenti):
- La topologia meno fine fra tutte quelle che rendono le proiezioni pi continue.
- La topologia generata dagli insiemi del tipo pi-1(U) dove i è un indice e U un aperto di Xi (questi insiemi formano una prebase, e tutte le loro possibili intersezioni finite sono una base).

- Descrizione di una base: per ogni i in I prendiamo un aperto di Xi che coincida con tutto l'insieme Xi per quasi tutti gli indici (cioè, tranne che per un numero finito di questi). Il prodotto di questi aperti è un aperto della topologia, e questi aperti formano una base.
- La topologia su X è l'unica che soddisfi la seguente proprietà universale: per ogni spazio topologico Y, una funzione f:Y → X è continua se e solo se tutte le composizioni fi:Y → Xi di f con le proiezioni pi sono continue.

## Proprietà
Le proiezioni pi, oltre a essere continue, sono aperte, cioè la proiezione di un aperto è un aperto. Non sono invece in generale chiuse: si prenda ad esempio la proiezione di R2 su uno dei due assi; un ramo di iperbole (che è chiuso nel piano) è proiettato su una semiretta aperta di equazione x > 0.
La topologia prodotto è spesso chiamata in analisi la topologia della convergenza puntuale per il fatto seguente: una successione in X converge se e solo se convergono tutte le sue proiezioni. In particolare, nello spazio X = RI delle funzioni da I in R, una successione di tali funzioni converge se converge puntualmente.
Elenchiamo qui altre proprietà.
- Teorema di Tychonoff: Il prodotto di spazi compatti è compatto.
- Il prodotto di spazi connessi è connesso.
- Il prodotto di spazi T0, T1 o T2 è rispettivamente T0, T1 o T2.